# Erwin Rahr

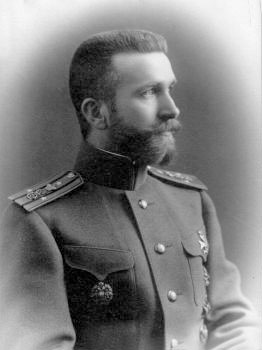
Erwin Rahr

Erwin (Wladimir) Rahr (* 23. Januar 1880 in Arensburg, Gouvernement Livland, Russisches Reich; † 16. April 1919 in Mitau, Kurland, Lettland) war ein deutsch-baltischer Offizier, Oberst der Kaiserlich-Russischen Armee, Teilnehmer des Russisch-Japanischen Krieges, des Ersten Weltkrieges und des Russischen Bürgerkrieges.

## Herkunft und Jugend
Erwin Rahr entstammte einem deutsch-baltischen Kaufmannsgeschlecht skandinavischer Herkunft aus Arensburg auf der zum Gouvernement Livland des Russischen Reiches gehörenden Insel Ösel. Er war der Sohn von Theodor Rahr (1845–1917) und Luise Pietsch (1847–1908). Obwohl sein Vater orthodox war, wurden alle Kinder nach der Konfession der Mutter lutherisch getauft. 1899 beendete er das Gymnasium in Arensburg, wonach er an der Alexej-Militärschule in Moskau studierte und diese am 13. August 1901 im Range eines Leutnants des in Mitau stationierten 114. Nowotorgschen Infanterieregiments verließ.

## Militärische Laufbahn
Bei Ausbruch des Russisch-Japanischen Krieges 1904 ließ er sich freiwillig ins Welikoluzker 12. Infanterieregiment überführen, in dessen Reihen er an den Kämpfen in der Mandschurei teilnahm. In der Schlacht von Mukden wurde er verwundet, kehrte jedoch schon bald an die Front zurück und wurde mit mehreren Orden ausgezeichnet.
Nach dem Kriege wurde er Ausbilder im Ersten Moskauer Kadettenkorps, gleichzeitig unterrichtete er an der Alexej-Militärschule die deutsche Sprache.
Zu Beginn des Ersten Weltkrieges war er Oberst. Er kommandierte ein Bataillon des 4. Neswischski-Grenadierregiments. Um eines Glaubens mit seinen Soldaten zu sein, konvertierte er 1915 zur Orthodoxie und nahm den Namen Wladimir an. Im Mai 1916 wurde er beim Angriff der Deutschen auf Baranowitschi schwer verwundet. Während seiner Heilungsphase wurde er vorübergehend zum Direktor des Ersten Moskauer Kadettenkorps in Moskau ernannt.
Unmittelbar nach der Oktoberrevolution 1917 organisierte Rahr in Moskau mit Hilfe der Kadettenschüler der oberen Jahrgänge die Verteidigung der Kasernen des Ersten Kadettenkorps im Moskauer Stadtteil Lefortowo gegen die Bolschewiki. Als die Kasernen nach mehreren Kampftagen schließlich unter Artilleriefeuer genommen wurden und vom Oberbefehlshaber des Moskauer Militärkreises Konstantin Rjabzew keine Anweisungen erfolgten, entließ Rahr die Kadettenschüler in Zivilkleidung verkleidet nach Hause, um sie vor der Gefangenschaft oder dem Erschießen zu bewahren. Er selbst schloss sich der Verteidigung des Kreml durch die Junker an. Nach der Kapitulation des Kreml tauchte er unter. 1918 gelangte er mit seiner Familie in einem Flüchtlingszug von Deutschbalten und Letten in das unter deutscher Besatzung stehende Riga. Kurz vor der Besetzung Rigas durch die Rote Armee im Januar 1919 schickte er seine Familie in Sicherheit nach Deutschland. Er selbst übernahm das Kommando des 3. Zuges der Baltischen Landeswehr.
Nach dem Rückzug der Weißen Truppen und der Baltischen Landeswehr aus Riga trat er in Libau der Freiwilligenabteilung des Fürsten Anatol P. Liewen bei, der ihn zu seinem Stellvertreter ernannte. Am 18. März 1919 vertrieben die russische Libauer Freiwilligenabteilung und die Baltische Landeswehr die Rote Armee aus Mitau. Nach einer Inspektion des städtischen Gefängnisses erkrankte Rahr an Flecktyphus und starb am 16. April 1919. Er wurde mit militärischen Ehren auf dem russischen Friedhof in Mitau beigesetzt.

## Familie
1905 heiratete Rahr Julia Hom (1877–1957), mit der er drei Kinder hatte: Karin (* 1906 in Jekaterinburg; † 1993 in Hamburg), Wladimir (* 1908) und Lew (1910–1935).
Erwin Rahr hatte acht Geschwister:
Arved Rahr (* 1873 in Arensburg; † 1932 in Moskau).
Erich Rahr (* 1875 in Arensburg; † 1934 in Moskau) war Kinderarzt in Moskau. Er fiel dem Stalinschen Terror zum Opfer.
Oskar Rahr (* 1876 in Arensburg; † 1919 in Moonsund) war Verwalter der Ländereien der Familie Buxthoeven auf Moon und Ösel und wurde von meuternden estnischen Rekruten ermordet.
Axel Rahr (* 1878 in Arensburg; † 1953 in Ulm).
Erika Rahr (* 1882 in Arensburg; † 1889 in Arensburg).
Arvor Rahr (* 1882 in Arensburg).
Luise Karelski (* 1883 in Arensburg).
Margarethe Rahr (* 1888 in Arensburg; † 1972 in Regensburg).

## Bibliographie
- Kurt v. Braatz: Fürst Anatol Pawlowitsch Lieven. Im Kampfe gegen den Baltischen Separatismus, Russischen Bolschewismus und die Awaloff-Bermondt-Affäre. Stuttgart 1926.
- Pamjatka Liwenza: (Das Gedenkbuch des Lievenkämpfers) Riga 1929. (russisch)
- Beloje Delo. Letopis' beloi bor'by (Die Weiße Sache. Chronik des weißen Kampfes) (russisch). Band 4. Verlag „Mednyi Vsadnik“. Berlin 1927.
- Sluschba svjasi Liwenzew i Sewerosapadnikow (Der Verbindungsdienst der Lievenkämpfer und der Nordwestarmee) (russisch). Berlin 1931.
- Gleb Rahr: I budet nasche pokolenje dawat’ istorii ottschet. Vospominanija (Und unsere Generation wird vor der Geschichte Rechenschaft ablegen. Erinnerungen) (russisch), Verlag Russkij Put', Moskau 2011, ISBN 978-5-85887-382-2